# 로저 코너
로저 코너(Roger Connor, 1857년 7월 1일 ~ 1931년 1월 4일, 미국 코네티컷주 워터베리)는 19세기 메이저 리그 베이스볼 선수였다. 로저 코너는 베이브 루스 이전의 홈런왕으로, 18년의 선수 생활 동안 총 138개의 홈런을 때려냈다.
1976년에 야구 명예의 전당에 입성했다.

## 같이 보기
- 베이브 루스